# Boana pugnax
Boana pugnax es una especie de anfibio anuro de la familia Hylidae. Se distribuye por Panamá, norte de Colombia y noroeste de Venezuela.
Es una rana arbórea que habita en bosques degradados, sabanas húmedas, pastos, zonas de cultivo y áreas urbanas. No se encuentra en bosques primarios. Se reproduce en charcas temporales o permanentes.

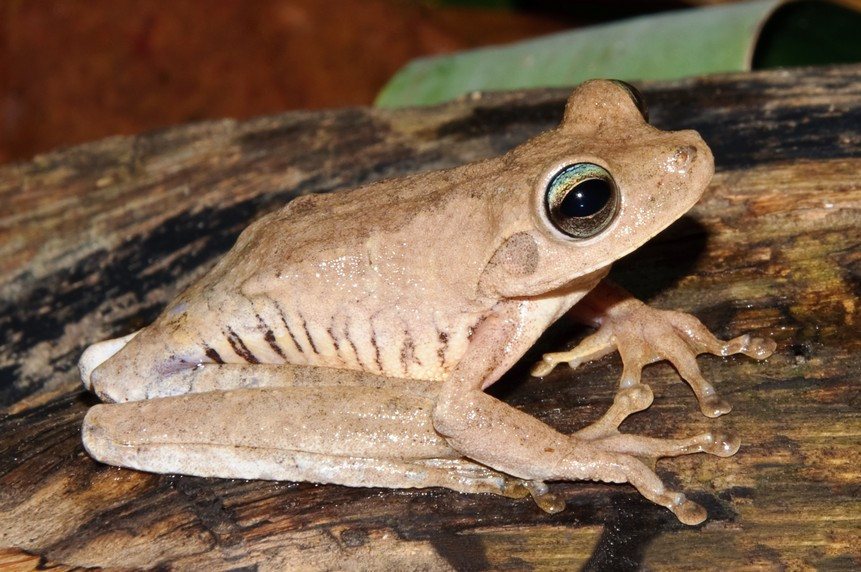
Boana pugnax